# Vlašić (montagne)
Pour les articles homonymes, voir Vlašić.
Le mont Vlašić (en cyrillique :  Влашић) est une montagne située dans le centre de la Bosnie-Herzégovine, à proximité de la ville de Travnik. Son pic, nommé Paljenik, culmine à 1 933 mètres.
La montagne est un centre touristique important, notamment grâce aux infrastructures liées à la petite station de ski qui a été développée sur ses pentes, ainsi que pour les randonnées dans un cadre sauvage en été.
La température moyenne est de 1 °C en hiver, et de 14,2 °C en été. En hiver, la couche de neige est présente durant 5 mois et peut atteindre jusque deux mètres de hauteur. 
En août 1992, la montagne fut le théâtre du massacre des falaises de Korićani durant la guerre de Bosnie-Herzégovine.